# Alphonse Esquiros
Henri-François-Alphonse Esquiros, conocido simplemente como Alphonse Esquiros (París, 23 de mayo de 1812 - Versalles, 12 de mayo de 1876), fue un político y escritor del romanticismo francés, varias veces diputado, y senador desde el 30 de enero de 1876, fallecido casi cuatro meses después.

## Biografía
De familia burguesa parisina, era hijo de Alexandre-François Esquiros (1779-1847), viticultor en Épernay y fabricante de algodón en 1814, luego empleado, y de Françoise-Henriette Malin (1782-1860). Fue cuarto de una familia de siete hermanos, de los que solo llegó a edad adulta su hermana Marie.
Estudió en la escuela del abate Hubault y en el pequeño seminario de Saint-Nicolas-du-Chardonnet de París, donde conoció al futuro ocultista Henri Delaage. Fue al liceo en París y luego a la Sorbona, donde siguió cursos pero nunca se graduó. Educado en la fe católica, su amigo Lamennais lo convirtió en descreído, librepensador y anticlerical militante.
Se inició como hombre de letras en 1834 con un volumen de poesías, les Hirondelles, alabado por Victor Hugo, nada menos, y se consagró con dos novelas: Le Magicien (1834) y Charlotte Corday (1840), que conocieron gran éxito. De ideología demócrata y socialista, escribió después L'Évangile du peuple (1840), un cuadro de la vida y el carácter de Jesús visto como un reformador social. Este libro fue visto por los cristianos como una ofensa a su religión y a la decencia y el 30 de enero de 1841 fue condenado a 500 francos de multa y a ocho meses en la prisión de Sainte-Pélagie; además, la obra fue condenada por la Santa Sede e incluida en el Índice de Libros  Prohibidos el 30 de marzo de ese año. En esa tesitura escribió una segunda colección de versos, Les Chants d'un prisonnier (1841).
Publica después tres opúsculos de inspiración socialista: las Vierges folles ("Vírgenes locas", 1840) contra la prostitución, las Vierges martyres ("Vírgenes mártires", 1842) y las Vierges sages ("Vírgenes prudentes", 1842), en que se afirma como republicano de sentimiento y partidario entusiasta de la Convención Nacional, de la Montaña y de los Jacobinos. Los tres libros son asimismo añadidos al Index mediante decreto de la Sagrada Congregación del Índice de 20 de junio de 1844.
El 7 de agosto de 1847 desposó en París, en la parroquia de Saint-Sulpice, a una mujer de letras, Adèle Battanchon, con la que escribió una Histoire des amants célèbres ("Historia de los amantes célebres") y Regrets, souvenir d'enfance ("Lamentos, recuerdo de la infancia"), antes de separarse en 1850.
En 1848 acogió con entusiasmo la proclamación de la Segunda República Francesa y publicó un periódico, Le Peuple, pronto rebautizado L'Accusateur public, órgano del Club du Peuple que él mismo presidía, del cual aparecieron cuatro números entre el 11 de junio y el 25 de junio.
Tras un primer exilio en Londres tras las jornadas de junio, se emparejó con una inglesa, Anne Bunting, con la que tuvo un hijo, William Esquiros, nacido en Londres 1849 y que destacaría como agitador y militar antiprusiano antes de morir de tifus en Marsella el 7 de noviembre de 1870.
Elegido el diez de marzo de 1850 diputado demócrata-socialista (démoc-soc) de Saône-et-Loire en la Asamblea nacional, tomó asiento en la Montaña. Invalidada la elección, fue sin embargo reelegido el 28 de abril del mismo año, pero como votaba entre los miembros más avanzados de la minoría republicana, tuvo que exiliarse otra vez cuando el Golpe de Estado del 2 de diciembre de 1851.
Expulsado de Francia, se retiró a Nivelles, en Bélgica, y luego a Holanda (1856-1859), desde donde pasó al Reino Unido (1859-1869), donde se convirtió en profesor de historia y de literatura en la escuela militar de Woolwich y publicó sus observaciones y sus estudios en la Revue des Deux Mondes, recogidos en los cinco volúmenes de su L'Angleterre et la vie anglaise 1859-1869. Lleno de desprecio por la masonería, se hizo iniciar sin embargo en 1851 durante su estancia en Inglaterra al mismo tiempo que Emmanuel Gustave Naquet, prefecto de Léon Gambetta en Córcega y director del periódico Le Peuple. Como la mayor parte de los prefectos de Gambetta, entró en función menos afortunada que sus colegas de élite, muerto en la indigencia sin heredero ni sucesión, Aprendiz en la logia La Réforme de Marsella el 3 de abril de 1869, fue luego Compañero el 10 de octubre y Maestro el 18 de octubre.
De vuelta a Francia en 1869, se presentó candidato por la oposición radical en la cuarta circunscripción des Bouches-du-Rhône, por la que fue elegido el 7 de junio diputado al Cuerpo legislativo del Segundo imperio. Siguiendo en la extrema izquierda se opuso en toda ocasión al gobierno y votó contra la declaración de guerra a Prusia. En mayo de 1870 es uno de los dirigentes de la campaña contra el plebiscito del 8 de mayo de 1870 en París y en Marsella.

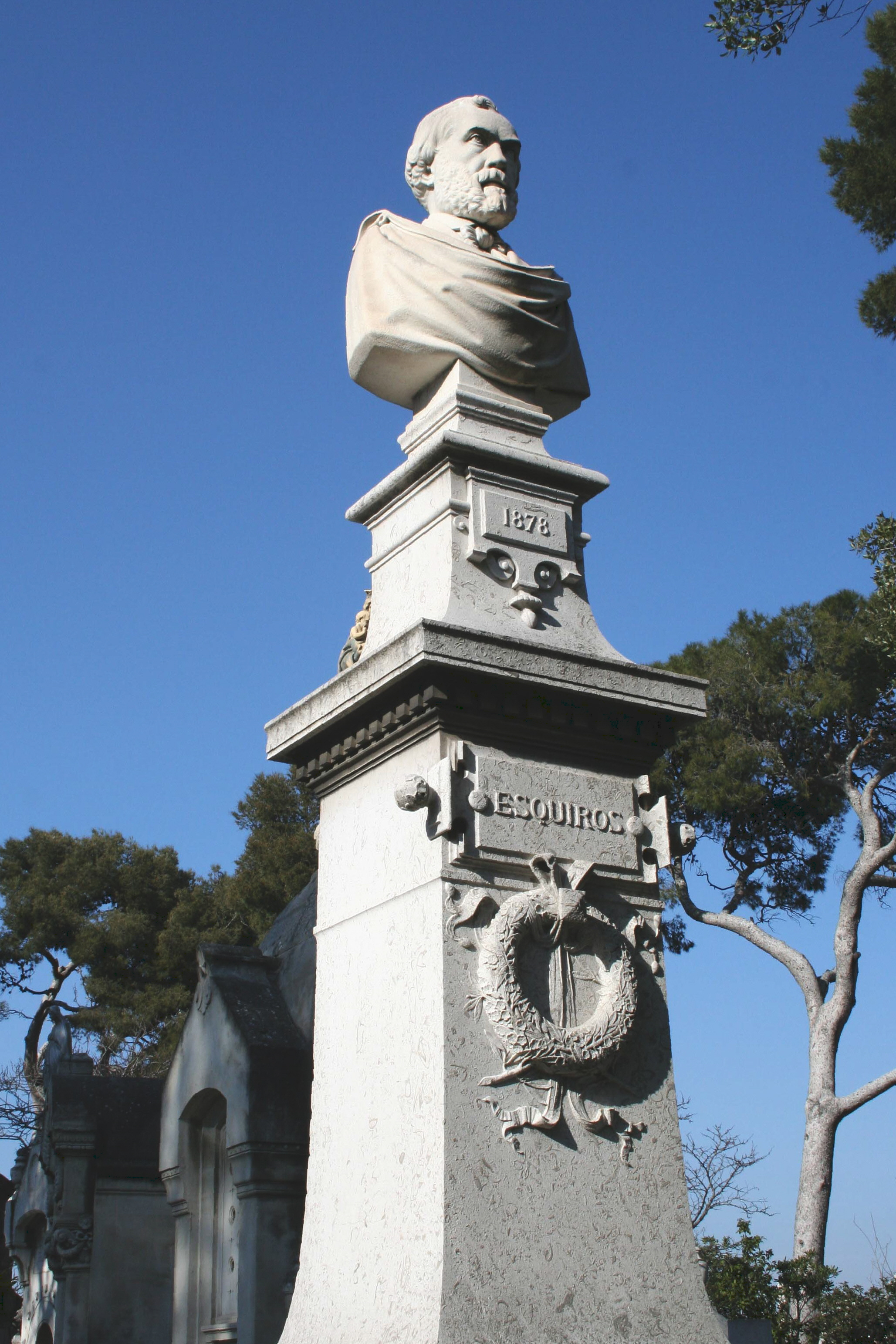
Tumba de Alphonse Esquiros
Escultura de Lucien Chauvet
Cementerio Saint-Pierre
Marsella

Con la proclamación de la Tercera República Francesa el 4 de septiembre de 1870, fue nombrado administrador superior de las Bocas del Ródano (Bouches-du-Rhône), donde se ganó la confianza de la población al tomar medidas enérgicas en favor de la defensa nacional creando un descuento al contador. Sin embargo, muchas de sus medidas, en especial la suspensión de la Gazette du Midi, periódico legitimista, y la disolución de la congregación de los jesuitas de Marsella enturbiaron su gobierno, y fue desautorizado por Léon Gambetta. Además, la guardia cívica que formó fue licenciada. Ante esto, ofreció su dimisión el 23 de septiembre de 1870, que luego retiró.
Tras abandonar definitivamente sus funciones el dos de noviembre, es elegido de nuevo a la Asamblea Nacional de 1871 el 8 de febrero. Luego se hizo elegir senador de la Tercera República Francesa el 30 de enero de 1876. Miembro siempre de la extrema izquierda, firmó y votó la proposición de amnistía plena para Víctor Hugo; pero, poco después, cayó enfermo y murió en Versalles el 12 de mayo de 1876. Está enterrado en el cementerio Saint-Pierre de Marsella tras unas exequias oficiales en que participaron más de diez mil personas. En su tumba hay un busto con su efigie esculpido por Lucien Chauvet.
Entre sus numerosas obras sobre cuestiones sociales, se pueden destacar una Histoire des Montagnards en dos volúmenes publicada en 1847, Paris, ou Les sciences, les institutions, et les mœurs au XIXe siècle (2 vols., 1847) y una Histoire des martyrs de la liberté (1851).
Alphonse Esquiros colaboró en numerosas revistas, en particular L'Artiste, La Revue de Paris y La Revue des Deux Mondes. Incluso dirigió él mismo L'Accusateur public en 1848 y participó, avec Eugène Pelletan, Théophile Thoré y Paul Mantz, en La République des arts. Peinture, statuaire, architecture, archéologie en 1848, y con François-Vincent Raspail en La République de Marat en 1871.

## Obras

### Lírica
- Les Hirondelles, 1834
- Chants d'un prisonnier, Paris, Challamel, 1841.
- Fleur du peuple, Paris: F. Sartorius, 1848.

### Narrativa
- Le Magicien, Paris, L. Desessarts, 1838, 2 vol.
- Charlotte Corday, Paris, Desessarts, 1840, 2 vol.

### Ensayo
- Philosophie du Christ, 1835
- L'Évangile du peuple, Paris, Le Gallois, 1840 (comentario filosófico y democrático de la vida de Cristo)
- Les Vierges sages, Paris, P. Delavigne, 1842.
- Les Vierges martyres, Paris, P. Delavigne, 1846.
- Paris, ou Les sciences, les institutions, et les mœurs au XIX.e siecle, 1847
- Histoire des amants célèbres (en colaboración con Adèle Esquiros), Paris, bureau des publications nationales, 1847.
- Histoire des Montagnards, Paris, V. Lecou, 1847, 2 vol.
- Regrets. - Souvenirs d'enfance. - Consolation. - Jalousie, (en colaboración con Adèle Esquiros), Paris, imprimerie de Bénard, 1849.
- Le Droit au travail, de son organisation par la réforme des institutions de crédit, Blois, C. Groubental, 1849.
- De la Vie future au point de vue socialiste, Marseille, bureaux de la Voix du peuple, 1850.
- Histoire des martyrs de la liberté, Paris, J. Bry aîné, 1851.
- Les Confessions d'un curé de village, Paris, J. Bry, 1851.
- Les Fastes populaires, ou Histoire des actes héroïques du peuple et de son influence sur les sciences, les arts, l'industrie et l'agriculture, Paris, administration des publications populaires, 1851-1853, 4 vol.
- Le Château d'Issy, ou les Mémoires d'un prêtre, Bruxelles, J. B. Tarride, 1854. (reeditado en Leipzig, A. Durr, 1860)
- Les Vierges martyres, Les Vierges folles, Les Vierges sages 1840–42, La Morale universelle, 1859 (reedición)
- La Néerlande et la vie hollandaise, Paris, Michel Lévy frères, 1859, 2 vol.
- Itinéraire descriptif et historique de la Grande-Bretagne et de l'Irlande (en colaboración con Adolphe Joanne), Paris, L. Hachette, 1865.
- L'Angleterre et la vie anglaise, Paris, J. Hetzel, 1869, 5 vol.
- L'Émile du dix-neuvième siècle, Paris, Librairie internationale, 1869.
- Les Paysans, Paris, librairie de la Bibliothèque démocratique, 1872.
- Ce qu'on pensait de l'Empire à l'étranger, Paris, Le Chevalier, 1875.

### Artículos aparecidos en laRevue des Deux Mondes
- "Les Caisses d'épargne" (1844)
- "Du mouvement des races humaines" 1845
- "Maladies de l’esprit" (1845)
- "Les Enfants trouvés" (1846)
- "Les Excentriques de la littérature et de la science" (1846)
- "Des études sur l'histoire des races" 1848
- "Des Jardins zoologiques pour l’acclimatation des animaux" 1854
- "Les Charbonnages de la Belgique" 1855
- "La Néerlande et la vie hollandaise" 1855
- "L’Angleterre et la vie anglaise"

### Epistolario
- Choix de lettres, (textos reunidos, presentados y anotados por Anthony Zielonka), Paris; Genève, Champion-Slatkine, 1990.

## Fuente parcial
- Adolphe Robert, Gaston Cougny (dir.), Dictionnaire des parlementaires français de 1789 à 1889, Paris, Edgar Bourloton, 1889, tome 2, Escars à Estagniol, pp. 569-570.